# 어린이 박물관

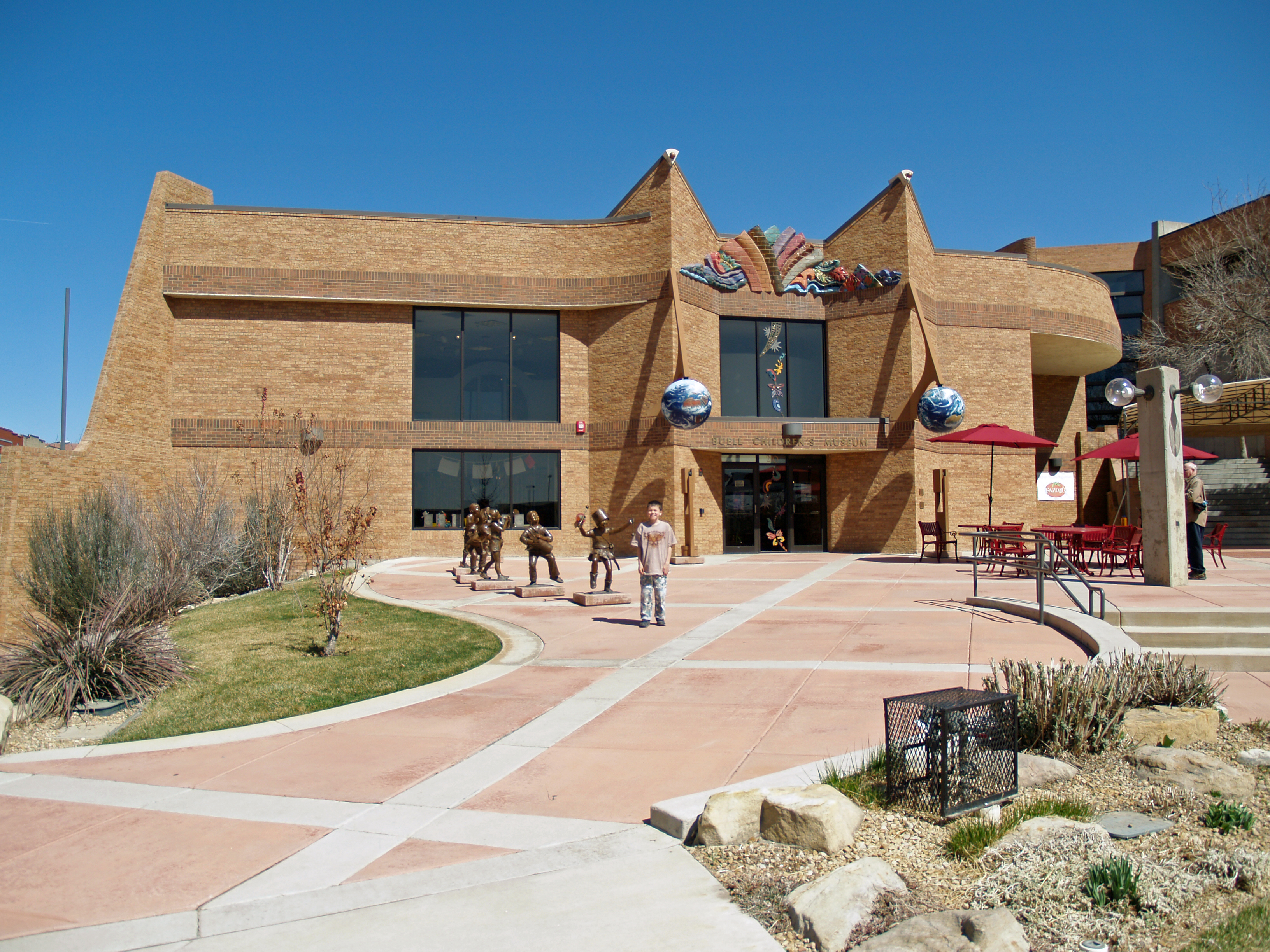
콜로라도주 푸에블로에 있는 뷰엘 어린이 박물관은 차일드 매거진에 의해 미국 내 2위의 어린이 박물관으로 선정되었다.

어린이 박물관은 어린이들에게 무형식 학문을 배우는 기회를 제공하는 프로그램과 전시회 등을 여는 기관이다. 일반적으로 전시물을 만질 수 없도록 하는 전통적인 박물관과는 달리, 어린이 박물관에서는 어린이들이 만지고 다룰 수 있는 체험물들을 배치하고 있다. 어린이 박물관은 지시에 따라 활동하도록 하는 것이 (특히 유아기 어린이들에게는) 교육적이라는 이론을 바탕으로 하고 있다. 많은 어린이 박물관은 비영리 재단에서 운영하고 있으며, 자원봉사자나 또는 아주 적은 수의 전문 직원에 의해서 운영되고 있다.
세계 최초의 어린이 박물관은 미국의 브루클린 어린이 박물관으로, 1899년에 세워졌다. 그 다음으로 세워진 다섯 곳의 어린이 박물관은 다음과 같다.
- 보스턴 어린이 박물관 (1913년)
- 디트로이트 어린이 박물관 (1917년)
- 인디애나폴리스 어린이 박물관 (1925년), 전 세계에서 가장 큰 어린이 박물관이다.[1]
- 어린이 박물관 (웨스트 하트퍼드, 코네티컷주) (1927년)
- 덜루스 어린이 박물관 (1930년)

이후 미국에 세워진 어린이 박물관들의 영향을 받아 1978년 벨기에 브뤼셀에 세워진 Le Musée des Enfants("어린이 박물관"이라는 뜻) 등 세계 곳곳에 어린이 박물관이 세워졌다. 대한민국은 1995년 삼성문화재단에 의해 삼성어린이박물관이 세워졌다가 2014년 폐관했으며, 2017년에는 기존의 서울과학관을 국립어린이과학관으로 개편하여 개관했다.